# محبة النحاس البازيلية
محبة النحاس البازيلية (الاسم العلمي: Cupriavidus basilensis) هي نوع من البكتيريا، سلبية الغرام، تتبع جنس محبة النحاس.